# Крецоая
Крецоая (рум. Crețoaia) — село в Новоаненском районе Молдавии. Наряду с селом Цынцарены входит в состав коммуны Цынцарены.

## География
Село расположено на высоте 115 метров над уровнем моря.

## Население
По данным переписи населения 2004 года, в селе Крецоая проживает 458 человек (220 мужчин, 238 женщин).
Этнический состав села:
| Национальность | Число жителей | Процентный состав |
| -------------- | ------------- | ----------------- |
| украинцы       | 227           | 49.56             |
| молдаване      | 185           | 40.39             |
| русские        | 24            | 5.24              |
| румыны         | 16            | 3.49              |
| поляки         | 2             | 0.44              |
| гагаузы        | 2             | 0.44              |
| болгары        | 1             | 0.22              |
| прочие         | 1             | 0.22              |
| Всего          | 458           | 100%              |